# Skarðsfjall (berg)
Skarðsfjall är ett berg i republiken Island. Det ligger i regionen Västfjordarna, 240 km norr om huvudstaden Reykjavík. Toppen på Skarðsfjall är 366 meter över havet.
Trakten runt Skarðsfjall är nära nog obefolkad, med mindre än två invånare per kvadratkilometer. Det finns inga samhällen i närheten. Trakten runt Skarðsfjall består i huvudsak av gräsmarker.